# 贾斯珀·布莱科尔
贾斯珀·布莱科尔（英語：Jasper Blackall，1920年7月20日—？），英国男子帆船运动员。他曾代表英国参加1956年夏季奥林匹克运动会帆船比赛，联同特伦斯·史密斯获得一枚铜牌。